# Ria Jaarsma
Maria Francisca (Ria) Jaarsma-Buijserd (Amsterdam, 19 juni 1942 – Nederhorst den Berg, 23 februari 2023) was een Nederlands politica namens de PvdA.

## Loopbaan
Ze behaalde een onderwijsbevoegdheid Nederlands en was werkzaam bij uitgeverijen en later als zelfstandig ondernemer. Jaarsma voltooide in 1986 een studie pedagogiek aan de Universiteit van Amsterdam. Ze was namens de PvdA zowel lokaal als provinciaal actief voor ze in 1987 in de Eerste Kamer kwam. Daar was ze van 1995 tot 2003 voorzitter van de vaste commissie voor onderwijs. Ze zette zich onder meer in voor de emancipatie van meisjes in het onderwijs en voor armoedebestrijding. Ook was Jaarsma een jaar fractievoorzitter. In 1994 werd ze weduwe.
Ze overleed op 23 februari 2023 op 80-jarige leeftijd.
- Parlement.com: vg09llozhlz3